# 삼라기 RL 샤
삼라기 RL 샤(1995년 11월 18일 ~ )는 네팔의 배우이다.